# Černý Důl
Černý Důl (in tedesco Schwarzental) è un comune mercato della Repubblica Ceca facente parte del distretto di Trutnov, nella regione di Hradec Králové.